# Čitluk (gmina Mali Zvornik)
Čitluk (cyr. Читлук) – wieś w Serbii, w okręgu maczwańskim, w gminie Mali Zvornik. W 2011 roku liczyła 179 mieszkańców.